# 洪良國際
洪良國際控股有限公司，（Hontex International Holdings Company）（港交所除牌前為0946.HK）是一間台資公司，由蕭登波於1993年在福建創立，主要業務是在中國經營有休閒服品牌MXN及布料生產。
2009年12月，洪良國際在香港進行公開招股，集資10億4000萬至13億9000萬港元。股份在12月24日在香港交易所掛牌。
2010年3月30日，洪良國際因違反《證券及期貨條例》而被香港證監會勒令停牌，並要求法院凍結其資產。其後，洪良國際宣佈延遲公佈2009年年度業績，並被剔除出恒生綜合指數。畢馬威會計師事務所於同年5月辭任公司核數師。洪良國際的調查發現招股書內容不可靠，公司決定向投資者賠償。
而在2011年，拍攝完成的《廉政行動2011》單元四《黃金噩夢》（服裝公司造市案），便是以故事改編而設。
香港證監會向洪良國際之保薦人兆豐資本罰款 4200 萬港元及撤銷融資牌照。證監更批評兆豐嚴重失實，危害股民利益。
2012年6月20日洪良國際同意以每股2.06元合共斥资10.3億港元回購約7,700名公眾小股東手上的股份，料約佔25%股權，開創同類型事件先河。
2013年9月9日，聯交所上市（覆核）委員會同意該公司取消上市地位，日期為2013年9月21日。

## 外部連結
- 洪良國際 （页面存档备份，存于）